# Kalinovo
Kalinovo este o comună slovacă, aflată în districtul Poltár din regiunea Banská Bystrica. Localitatea se află la altitudinea de 207 m deasupra n.m., se întinde pe o suprafață de 39,42 km2 și în 2017 număra 2.189 de locuitori. Se învecinează cu comuna Cinobaňa.

## Istoric
Localitatea Kalinovo este atestată documentar din 1279.

## Demografie
| An:                | 1994 | 2004   | 2014   | 2024   |
| ------------------ | ---- | ------ | ------ | ------ |
| Număr de persoane: | 2288 | 2319   | 2188   | 2253   |
| Diferență:         |      | +1,35% | −5,64% | +2,97% |

| An:                | 2023 | 2024   |
| ------------------ | ---- | ------ |
| Număr de persoane: | 2233 | 2253   |
| Diferență:         |      | +0,89% |